# Скаржиско-Косьцельне (гмина)
Скаржиско-Косьцельне (пол. Skarżysko Kościelne) — сельская гмина (волость) в Польше, входит как административная единица в Скаржиский повет, Свентокшиское воеводство. Население — 6204 человека (на 2006 год).

## Демография
| Перепись                       | Всего   | Всего | Женщины | Женщины | Мужчины | Мужчины |
| ------------------------------ | ------- | ----- | ------- | ------- | ------- | ------- |
| Единицы                        | человек | %     | человек | %       | человек | %       |
| Население                      | 6198    | 100   | 3161    | 51      | 3037    | 49      |
| Плотность населения (чел./км²) | 171,3   | 171,3 | 87,4    | 87,4    | 83,9    | 83,9    |

## Сельские округа
1. Скаржиско-Косьцельне
2. Кеж-Недзведзи
3. Гжибова-Гура
4. Липове-Поле-Скарбове
5. Липове-Поле-Плебаньске
6. Майкув
7. Михалув
8. Сверчек

## Соседние гмины
1. Гмина Мирув
2. Гмина Мижец
3. Скаржиско-Каменна
4. Гмина Шидловец
5. Гмина Вонхоцк